# Hodslavice
Hodslavice (deutsch Hotzendorf) ist eine Gemeinde in Tschechien. Sie liegt sechs Kilometer südlich von Nový Jičín und gehört zum Okres Nový Jičín.

## Geographie
Das Straßendorf befindet sich am nordwestlichen Fuße der Mährisch-Schlesischen Beskiden am Übergang vom Kuhländchen zur Mährischen Walachei. Es erstreckt sich entlang der Zrzávka in Nord-Süd-Richtung.
Nachbarorte sind Bludovice im Norden, Životice im Nordosten, Mořkov im Osten, Jehličná und Bynina im Südwesten, Hostašovice und Straník im Westen sowie Kojetín im Nordwesten.

## Geschichte
Die erste urkundliche Erwähnung stammt aus dem Jahre 1411 durch Lacek von Krawarn auf Štramberk. Das Dorf war Teil der Herrschaft Neutitschein-Stramberg, die 1623 an den Jesuitenorden in Olomouc überging.
Nach der Auflösung des Ordens im Jahre 1773 wurde die Herrschaft der Theresianischen Ritterakademie zu Wien übergeben. 1834 lebten in dem Dorf 984 Menschen, von denen drei Viertel evangelisch waren. 1849 wurde Hodslavice im Zuge der Ablösung der Patrimonialherrschaften zur selbstständigen Gemeinde im Gerichtsbezirk Neutitschein. 1880 hatte Hodslavice 1386 Einwohner. Nach dem Münchner Abkommen wurde das rein mährischsprachige Dorf 1938 zunächst dem Deutschen Reich zugeschlagen. Im Zuge weiterer Grenzregulierungen wurde Hodslavice am 24. November 1938 wieder aus dem Landkreis Neu Titschein ausgegliedert und an die Tschechoslowakei zurückgegeben. Bis 1945 war Hodslavice danach dem neu gebildeten Bezirk Wallachisch Meseritsch zugeordnet und kam nach Kriegsende wieder zum Okres Nový Jičín zurück.

## Bürgermeister
1. Ondřej Křižan (1850er Jahre)
2. Adolf Pilečka (1861–1907)
3. Josef Hromádka (1908–1919)
4. Josef Kramoliš (1919–1923)
5. Josef Merenda (1923–1931)
6. Čeněk Pavelka (1931–1935)
7. František Hromádka (1935–1945)
8. František Mička (1945–1950)
9. Miloslav Rýdl (Juni/Juli 1945) (1950–1955)
10. Miloslav Zobáč (1956–1964)
11. Jan Toman (1964–1970)
12. Jan Turek (1971–1975)
13. Josef David (1976–1985)
14. Jiří Kudělka (1985–1990)
15. Miroslav Vyhlídal (1990–1994)
16. Antonín Kramoliš (1994–1998)
17. Miroslav Vyhlídal (1998–2010)
18. Pavla Adamcová (2010–)

## Gemeindegliederung
Für Hodslavice sind keine Ortsteile ausgewiesen.

## Sehenswürdigkeiten
- Schrotholzkirche St. Andreas, erbaut vor 1551
- Kirche St. Peter und Paul der Böhmischen Brüdergemeinde, erbaut zwischen 1813 und 1819
- Katholische Kirche des Allerheiligsten Herz Jesu, erbaut von 1905 bis 1907
- František Palacký Denkmal, aufgestellt 1968
- Geburtshaus von František Palacký, das 1978 zum Nationalen Kulturdenkmal erklärte Bauwerk beherbergt seit 1998 eine Ausstellung über das Leben und Werk Palackýs sowie über die Geschichte des Ortes
- Windmühle

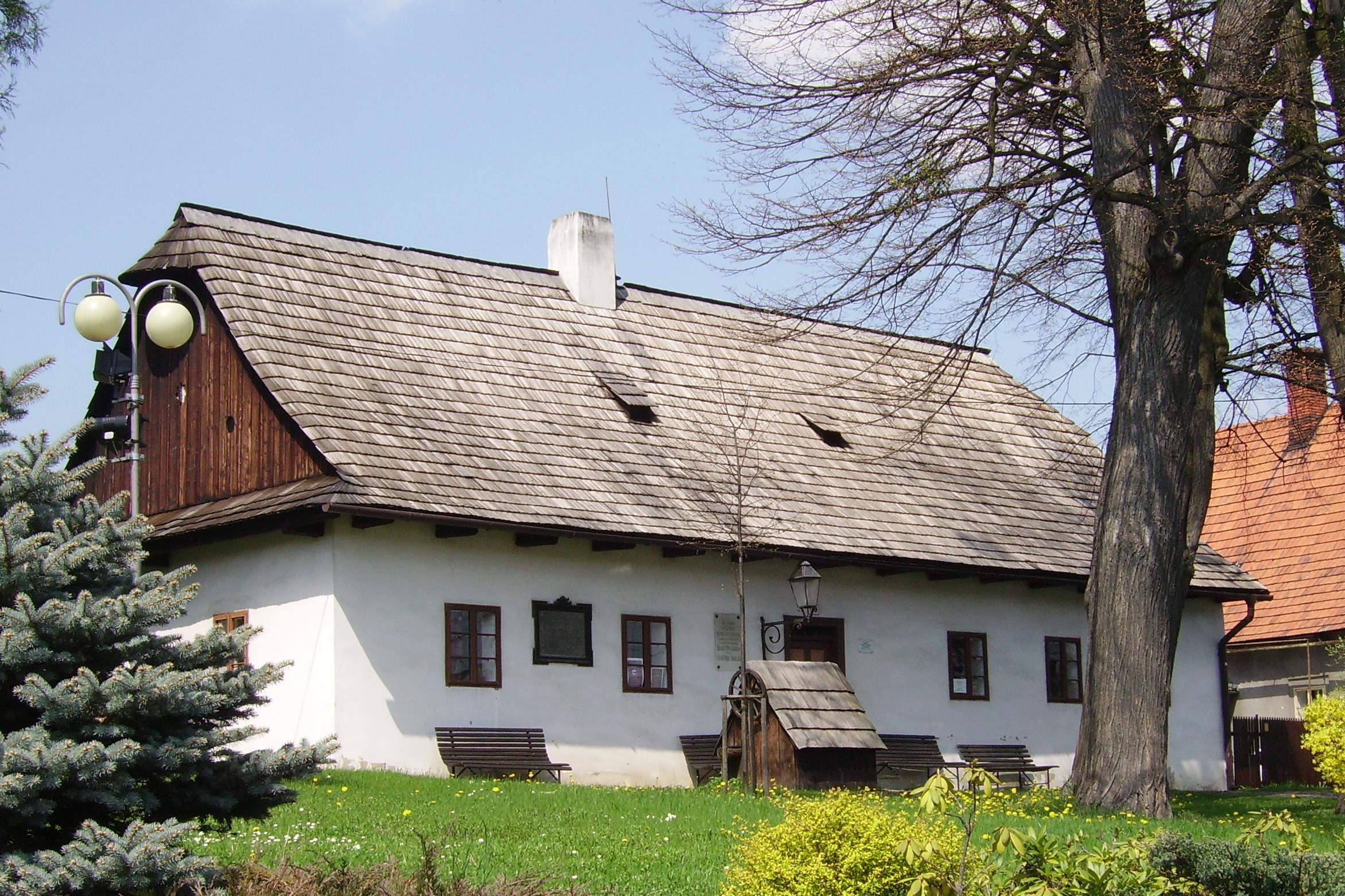
Palackýs Geburtshaus
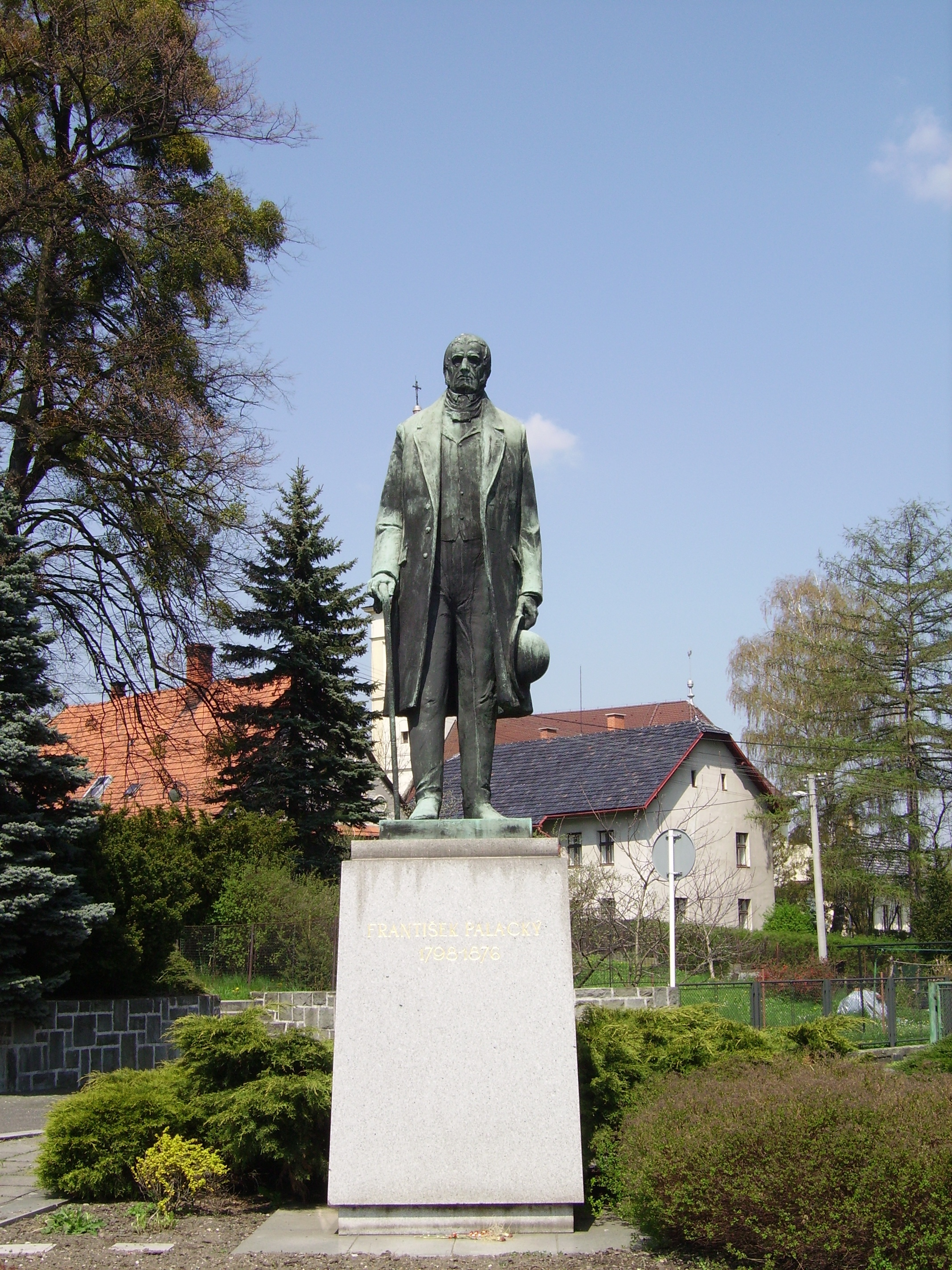
Palackýs Denkmal
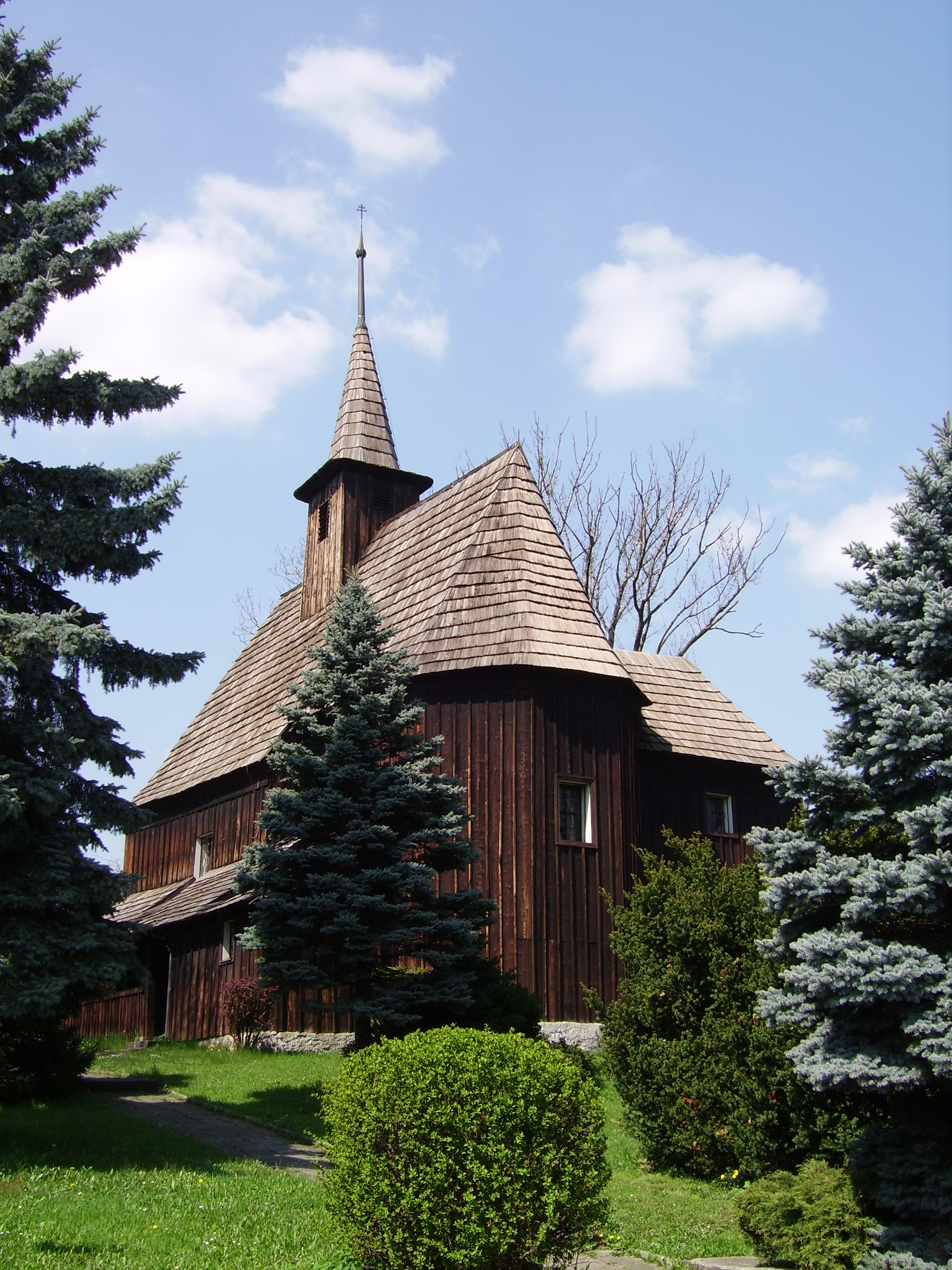
Andreaskirche

## Söhne und Töchter der Gemeinde
- František Palacký (1798–1876), Historiker und Politiker
- Josef Lukl Hromádka (1889–1969), evangelischer Theologe und Schriftsteller
- Svatopluk Turek (1900–1972), Bildender Künstler und Schriftsteller
- Josef Hromádka (* 1936), evangelischer Theologe